# Дейв Драйден
Дейв Драйден (англ. Dave Dryden, 5 вересня 1941, Гамільтон — 4 жовтня 2022) — канадський хокеїст, що грав на позиції воротаря.

## Ігрова кар'єра
Професійну хокейну кар'єру розпочав 1961 року.
Протягом професійної клубної ігрової кар'єри, що тривала 19 років, захищав кольори команд «Нью-Йорк Рейнджерс», «Чикаго Блек Гокс», «Баффало Сейбрс», «Солт-Лейк Голден-Іглс», «Чикаго Кугарс» та «Едмонтон Ойлерс».

## Тренерська кар'єра
У сезоні 1980/81 очолив клуб ОХЛ «Пітерборо Пітс».
З 1983 по 1987 тренер воротарів та асистент головного тренера «Детройт Ред-Вінгс».

## Нагороди та досягнення
- Учасник матчу усіх зірок НХЛ — 1974.
- Учасник матчу усіх зірок ВХА — 1978.
- Трофей Бена Хетскіна ВХА — 1979.
- Трофей Гарі Девідсона/Горді Хоу ВХА — 1979.

## Смерть
Драйден помер 4 жовтня 2022 року у віці 81 року від ускладнень після операції з приводу хронічної тромбоемболічної легеневої гіпертензії.

## Родина
Молодший брат Кен теж був хокеїстом та грав на позиції воротаря.